# 1074
Năm 1074  trong lịch Julius.